# Melaleuca spathulata
Melaleuca spathulata är en myrtenväxtart som beskrevs av Johannes Conrad Schauer. Melaleuca spathulata ingår i släktet Melaleuca och familjen myrtenväxter. Inga underarter finns listade i Catalogue of Life.